# Газова дифузія
Газова дифузія — це технологія, яка використовується для виробництва збагаченого урану, змушуючи газоподібний гексафторид урану (UF6) проходити через напівпроникні мембрани. Це створює невелику відстань між молекулами, що містять уран-235 (235U) і уран-238 (238U). Високого поділу можна досягти за використання великого каскаду з багатьох стадій. Це перший процес, який був здатний виробляти збагачений уран у промислово корисних цілях.
Дифузія газів була розроблена Френсісом Саймоном і Ніколасом Курті в лабораторії Clarendon в 1940 році, де було поставлено завдання комітетом MAUD віднайти спосіб відділення урану-235 від урану-238 для того, щоб зробити бомбу для проєкту British Tube Alloys. Прототипом газової дифузії є обладнання, яке було виготовлено Metropolitan-Vickers (MetroVick) на Траффорд Парк, Манчестер, вартість якого є 150 000 £ для чотирьох блоків. Ця робота була пізніше передана в Сполучені Штати, після чого проєкт Tube Alloys став частиною Мангеттенського проєкту. 

## Передумови
З 33 відомих радіоактивних прімордіальних нуклідів, два (235U і 238U) є ізотопами урану. Ці два ізотопи подібні у багатьох відношеннях, за винятком того, що тільки 235U є ділимий (здатний витримати ядерну ланцюгову реакцію поділу ядер з тепловими нейтронами). Насправді, 235U є єдиним природно ділимим ядром. Оскільки природний уран становить лише близько 0,72 % маси 235U, то він повинен бути збагачений до концентрації 2-5 %, щоб мати можливість підтримувати безперервну ланцюгову ядерну реакцію, коли нормальна вода використовується як модератор. Продукт цього процесу збагачення називається збагаченим ураном.

## Технологія

### Наукові основи
Газова дифузія ґрунтується на законі Ґрема, в якому йдеться про те, що швидкість витікання газу обернено пропорційна квадратному кореню від його молекулярної маси. Так, наприклад, в коробці з напівпроникною мембраною, що містить суміш двох газів, легші молекули будуть виходити з контейнера швидше, ніж більш важкі молекули. Газ, що виходить з контейнера є збагачений в легких молекулах, в той час як залишковий газ, деякою мірою виснажений. Контейнер, в якому процес збагачення відбувається через газову дифузію називається дифузором.

### Гексафторид урану
UF6 є єдиною сполукою урану з достатньою швидкістю випаровування, щоб бути використаною в газоподібному дифузійному процесі. На щастя, фтор складається тільки з одного ізотопу 19F, так що різниця 1 % в молекулярних масах між 235UF6 і 238UF6 обумовлена тільки різницею в масах ізотопів урану. З цих причин, UF6 є єдиним вибором як сировина для газоподібного дифузійного процесу. UF6, твердий при кімнатній температурі, сублімується при 56,5 °C (133 °F) при тиску 1 атм. Потрійна точка знаходиться на 64,05 °С і 1,5 бар. Застосування закону Ґрема в гексафторид урану:{\displaystyle {{\mbox{Rate}}_{1} \over {\mbox{Rate}}_{2}}={\sqrt {M_{2} \over M_{1}}}={\sqrt {352.041206 \over 349.034348}}=1.004298...}
де: Rate1 є швидкістю витоку 235UF6. Rate2 є швидкістю витоку 238UF6. М1 — молярна маса 235UF6 = 235.043930 + 6 × = 18.998403 349.034348 г · моль-1, М2 — молярна маса 238UF6 = 238.050788 + 6 × = 18.998403 352.041206 г · моль-1.
Це пояснює різницю в 0,4 % в середніх швидкостях молекул з 235UF6 по 238UF6.
UF6 - сильна корозійна речовина. Вона є окислювачем і кислотою Льюїса, яка здатна зв'язуватися з фторидом, наприклад, реакція міді(II) фториду з гексафторидом урану в ацетонітрилі проходить з утворенням міді(II) гептафторуранату(VI), Cu(UF7)2. Він реагує з водою з утворенням твердої сполуки, з якою дуже складно працювати в промисловому масштабі. Як наслідок, внутрішні газові шляхи, повинні бути виготовлені з аустенітної неіржавної сталі та інших термічно стабілізованих металів. Реакційноздатні фторовмісні полімери, такі як тефлон повинні бути застосовані як покриття для всіх клапанів і ущільнення в системі.

### Бар'єрні матеріали
Газодифузійні заводи зазвичай використовують агреговані бар'єри (пористі мембрани), побудовані із спеченого нікелю або алюмінію, з розміром пор 10-25 нм (це менше, ніж одна десята середньої довжини вільного пробігу молекули UF6). Вони можуть також використовувати бар'єри плівкового типу, які зроблені розточувальними порами через спочатку непористе середовище. Один зі способів може бути пророблений шляхом видалення одного компонента в сплаві, наприклад, з використанням хлористого водню для видалення цинку зі срібла-цинку (Zn-Ag).

### Енергоємність
Оскільки молекулярні маси 235UF6 і 238UF6 майже рівні, дуже малий поділ 235U і 238U здійснюється за один прохід через бар'єр, тобто, в одному дифузорі. Тому необхідно з'єднати безліч дифузорів разом в послідовність етапів, з використанням вихідних сигналів на попередній стадії як входів до наступної стадії. Така послідовність стадій називається каскадом. На практиці дифузійні каскади вимагають тисяч стадій, в залежності від бажаного рівня збагачення.
Всі компоненти дифузійного заводу необхідно підтримувати при відповідній температурі і тиску, щоб гарантувати, що UF6 залишається в газовій фазі. Газ повинен бути стиснутий на кожному етапі, щоб компенсувати втрати тиску через дифузор. Це призводить до стиснення нагрітого газу, який потім повинен бути охолоджений перед входом в дифузор. Вимоги, що пред'являються до накачування і охолодження роблять дифузійні заводи величезними споживачами електроенергії. Через це, газова дифузія є найбільш дорогим способом в даний час, що використовується для виробництва збагаченого урану.

## Історія
Вчені, що працювали на Мангеттенському проєкті в Оук-Риджі, Теннессі, розробили кілька різних методів розділення ізотопів урану. Три з цих методів були використані послідовно в трьох різних заводах в Оук-Риджі, щоб створювати 235U для «Little Boy» і іншої ядерної зброї. На першому етапі, засіб S-50 по збагаченню урану використовує процес теплової дифузії для збагачення урану від 0,7 % до майже на 2 % 235U. Цей продукт був потім поданий в газовому дифузному процесі на К-25 заводі, продукт якого становив близько 23 % 235U. Нарешті, цей матеріал подавали в калутрони на Y-12. Ці машини (тип прискорювача частинок або циклотрон) використовують електромагнітний поділ ізотопів для підвищення кінцевої концентрації 235U до приблизно 84 %.
Підготовка UF6 сировини для газової дифузії заводу К-25 була першим додатком для комерційного виробництва фтору. Значні труднощі зустрічалися в обробці фтору і UF6. Так, наприклад, для того, щоб газодифузійний завод К-25 міг бути побудований, в першу чергу необхідно розвивати нереакційноздатні хімічні сполуки, які можуть бути використані як покриття, мастильні матеріали і прокладки для поверхонь, які вступають в контакт з газом UF6. Вчені Мангеттенського проєкту набрані Вільямом Т. Міллером, професором органічної хімії в університеті Корнелла, синтезували і розробляли такі матеріали, через його досвід в фторорганічних хімії. Міллер і його команда розробили кілька нових, що не реагують, хлорофторвуглицевих полімерів, які були використані в цьому додатку.
Калутрони виявилися неефективними і дорогими для будівництва та експлуатації. Як тільки інженерні перешкоди, пов'язані з газовим процесом дифузії були подолані і газоподібні дифузійні каскади почали працювати в Ке-Рідж в 1945 році, всі калутрони були закриті. Газоподібний метод дифузії потім став кращим способом для отримання збагаченого урану.
У час їх будівництва на початку 1940-х років, газоподібні дифузійні заводи були одними з найбільших будівель будь-коли побудованих. Великі газові дифузійні заводи були побудовані в США, СРСР (в тому числі і завод, який зараз перебуває в Казахстані), Сполученому Королівстві, Франції і Китаї. Більшість з них в даний час закриті або, готуються до закриття, бо не в змозі економічно конкурувати з новими методами збагачення. Однак деякі з технологій, що використовуються в насосах і мембранах ще залишається надсекретними, і деякі з матеріалів, які були використані, залишаються предметом експортного контролю, як частина наших зусиль щодо контролю розповсюдження ядерної зброї.

## Поточний стан
У 2008 році газові дифузійні заводи в США і Франції як і раніше генерували 33 % збагаченого урану в світі. Проте, французький завод, який остаточно закритий в травні 2012 року, і завод в Кентуккі керовані збагачувальною корпорацією США (USEC) (останній повністю функціонуюче підприємство зі збагачення урану в Сполучених Штатах використовував газоподібний дифузний процес) припинив збагачення у 2013 році. Єдиний об'єкт такого роду в Сполучених Штатах, газодифузійний завод Portsmouth в Огайо, припинив діяльність зі збагачення у 2001 році. З 2010 року, сайт Огайо в даний час використовується в основному AREVA, французьким конгломератом, для конверсії збідненого UF6 в оксид урану.
Існуючі газодифузійні установоки застаріли, вони були замінені газоцентрифужною технологією другого покоління, яка вимагає значно менше електроенергії для виробництва еквівалентних кількостей відокремленого урану.